# Sebastian Trojak
Sebastian Michał Trojak (ur. 26 listopada 1974 w Jarosławiu) – polski samorządowiec i policjant, w latach 2018–2022 członek zarządu województwa lubelskiego VI kadencji.

## Życiorys
Absolwent I Liceum Ogólnokształcącego im. Mikołaja Kopernika w Jarosławiu i stosunków międzynarodowych na Uniwersytecie Marii Curie-Skłodowskiej. W latach 1998–2018 był policjantem służby kryminalnej w ramach Komendy Wojewódzkiej Policji w Lublinie, gdzie m.in. pełnił funkcję zastępcy naczelnika. Doszedł do rangi podinspektora, w 2018 odszedł na emeryturę.
Zaangażował się w działalność polityczną w ramach Solidarnej Polski (w 2023 przekształconej w Suwerenną Polskę). 21 listopada 2018 został powołany na stanowisko członka zarządu województwa lubelskiego z odpowiedzialnością za kwestie rolnictwa, środowiska i obszarów wiejskich. Zakończył pełnienie funkcji 7 lutego 2022 po złożeniu rezygnacji (w zarządzie zastąpił go inny działacz partii Bartłomiej Bałaban). Następnie zajmował stanowiska dyrektora w jednostkach podległych samorządowi województwa: Samodzielnego Publiczne Sanatorium Gruźlicy i Chorób Płuc w Poniatowej (od kwietnia do grudnia 2022) i Wojewódzkiego Pogotowia Ratunkowego w Lublinie (od grudnia 2022 do marca 2023), a następnie wicedyrektora ds. administracyjnych w Wojewódzkiej Bibliotece Publicznej w Lublinie (od stycznia 2025).

## Życie prywatne
Żonaty z Magdaleną, ma córkę.